# Desa Pleret (administrativ by i Indonesien, Yogyakarta, lat -7,93, long 110,15)
Desa Pleret är en administrativ by i Indonesien.   Den ligger i provinsen Yogyakarta, i den västra delen av landet, 400 km sydost om huvudstaden Jakarta.